# Ratsapotheke (Görlitz)
Die Ratsapotheke, auch Struve-Apotheke genannt, zählt zu den bekanntesten Bürgerhäusern in der historischen Altstadt von Görlitz. Der Renaissancebau befindet sich auf dem nördlichen Teil des Untermarktes und ist das Eckhaus zur einmündenden Peterstraße. Das Haus trägt, auf der dem Untermarkt zugewandten Seite, zwei Sonnenuhren des Zacharias Scultetus – einem Bruder des Görlitzer Astronomen und Mathematikers Bartholomäus Scultetus. Der Renaissancegiebel des Hauses wendet sich der Peterstraße zu.

## Geschichte

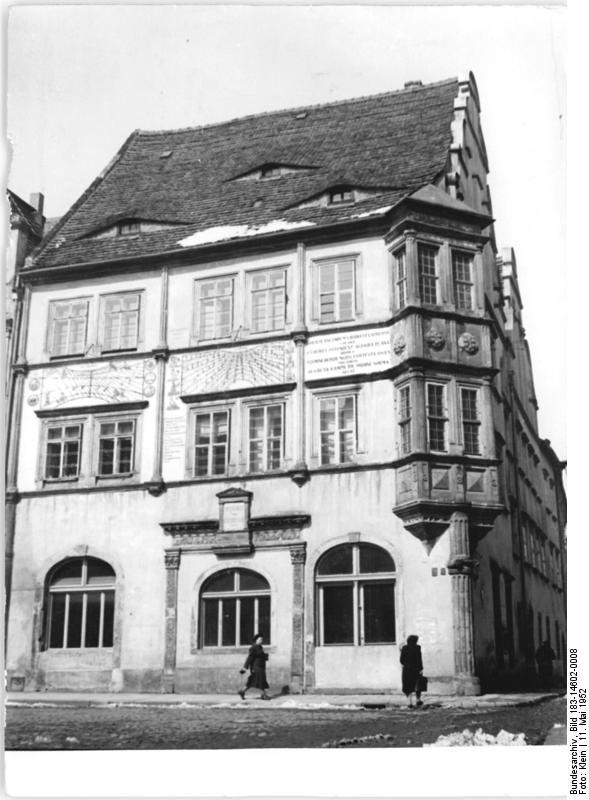
Die Ratsapotheke im Jahr 1952

Der gotische Vorgängerbau wurde von dem Görlitzer Stadtbaumeister Wendel Roskopf dem Jüngeren zwischen 1550 und 1552 für den Kaufmann Hans Hoffmann im Renaissancestil umgebaut und modernisiert.

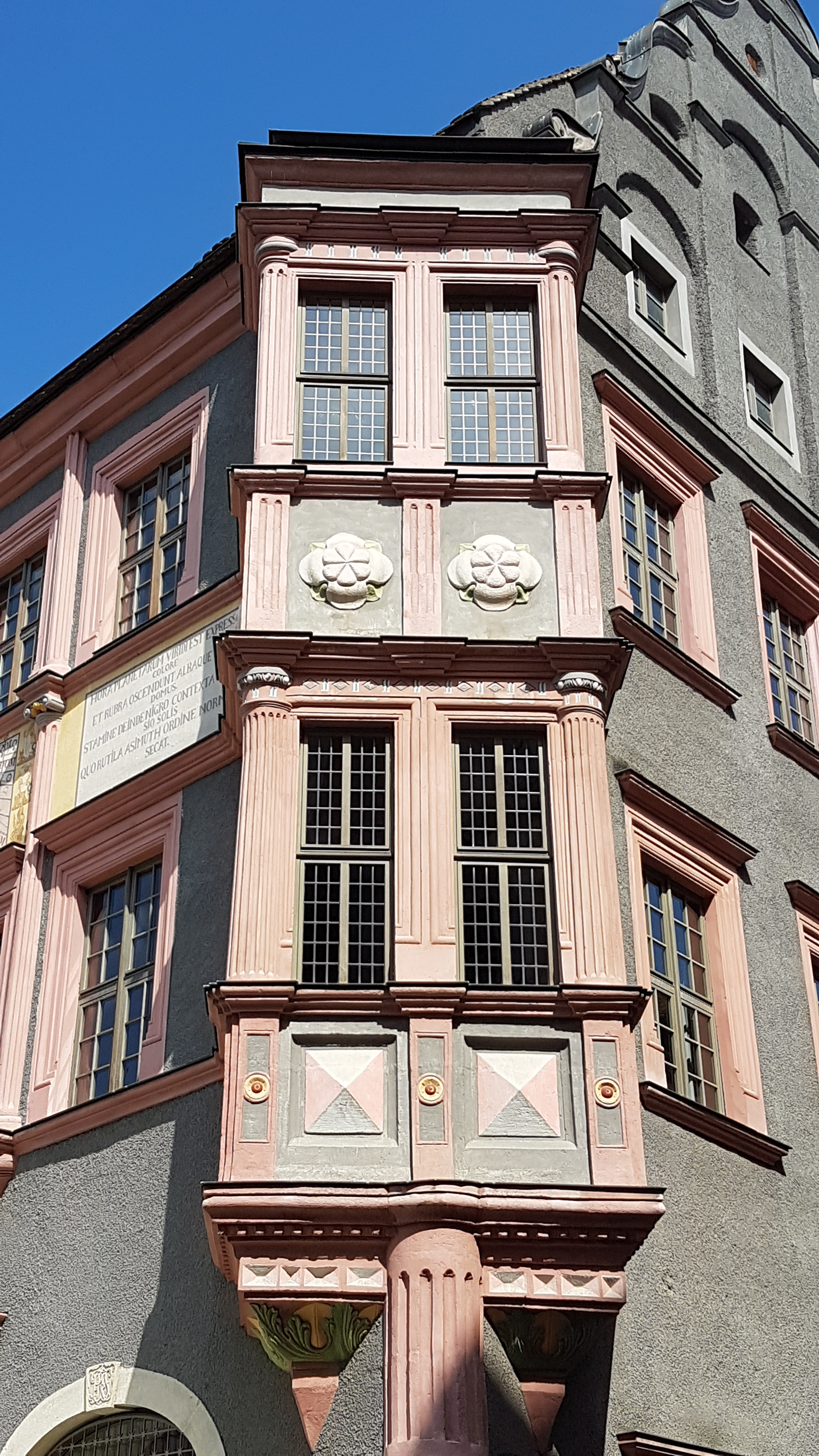
Eckerker

Aus dem Jahr 1550 stammen auch die astronomischen Zeichnungen zwischen dem ersten und zweiten Geschoss an der Südfassade. Sie wurden von Zacharias Scultetus gezeichnet. Der Name Ratsapotheke leitet sich aus der Zeit ab, als sie sich noch im Rathaus, Ecke Apothekergasse, befand. Benjamin August Struve kaufte sie im Jahr 1755 und verlegte sie am 29. Juli 1771 in den früheren Brauhof Nr. 267 am Häringsmarkt, jetzt Untermarkt 24 und Peterstraße 1. Struve war seit 1770 Eigentümer des Hauses. Ihm folgten sein Sohn Christian August Struve (1767–1807) und der Stadtrat Alexander Struve, nach dem auch die Struvestraße benannt ist. Im Jahr 1771 fanden auch umfangreiche Umbauarbeiten im Erdgeschoss statt. Hierbei entstanden auch die Korbbögen auf der zum Platz zugewandten Seite rechts und links neben dem Eingangsportal. Von 1789 bis 1830 wurde die Apotheke von den Pächtern Thieme und Pape betrieben.
Bis 1832 war die Rathausapotheke die einzige Apotheke der Stadt. Nach dem Zweiten Weltkrieg zog ins Erdgeschoss eine öffentliche Kinderbibliothek, der erste städtische Jugendclub und eine Künstlerwerkstatt ein. Die übrigen Etagen waren von Familien bewohnt. Im Jahr 1999 begannen die umfangreichen Sanierungsarbeiten im und am Gebäude. Im Rahmen der Sanierungsarbeiten wurde auch das alte schmuckvolle Eingangsportal freigelegt. Zuvor war das Portal über Jahrzehnte zugemauert. Der Eingang befand sich rechts des Portals. Über dem Portal erinnert eine Tafel an den einstigen Eigentümer und Apotheker Christian August Struve.

## Sonnenuhren und Schriften

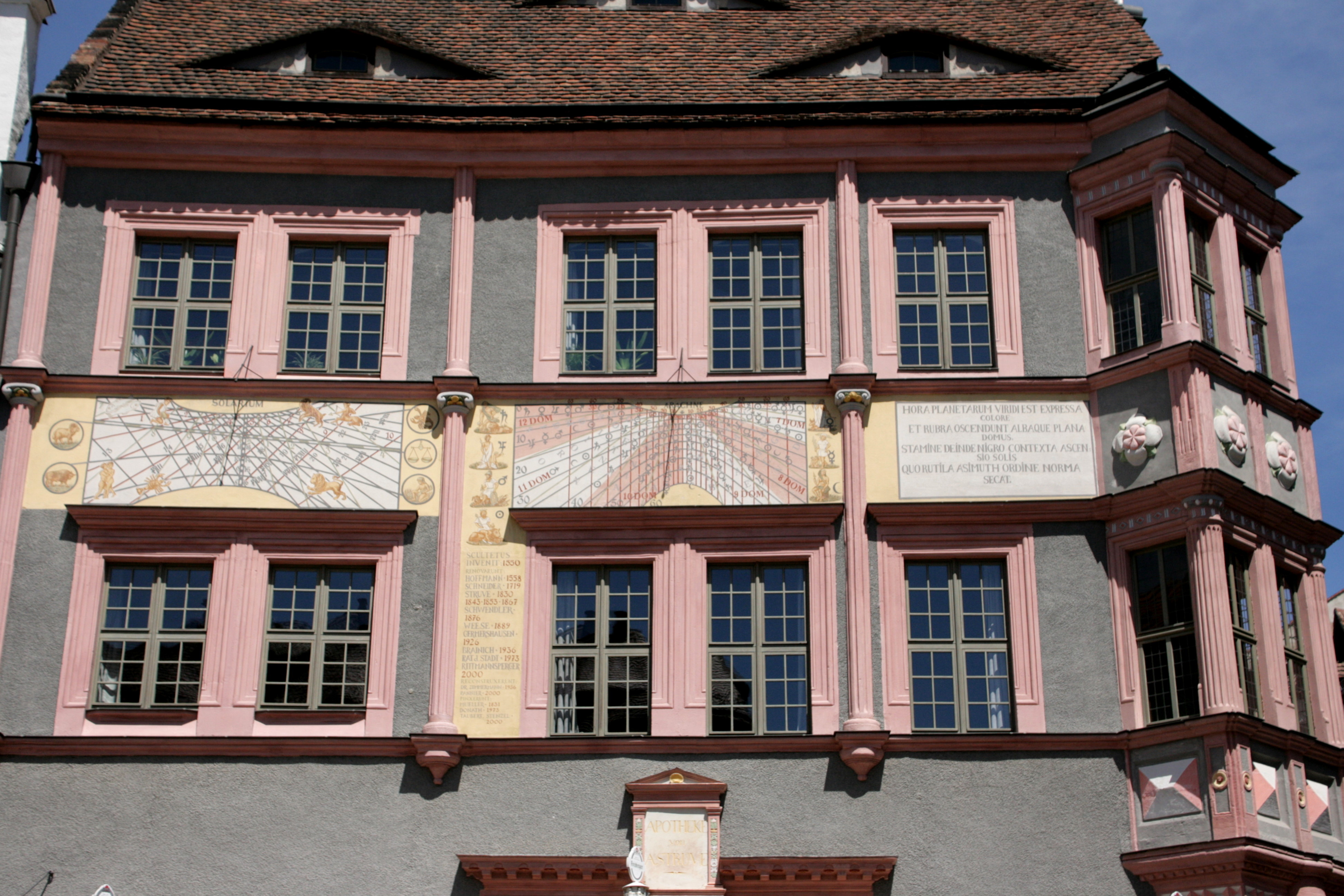
Astronomische Sonnenuhren von Zacharias Scultetus

Über dem ersten Stockwerk sind zwei Sonnenuhren von Zacharias Scultetus abgebildet, wobei die linke der beiden mit Solarium überschrieben ist.
Sie zeigt mit ihren diversen Linien verschiedene Arten von Stunden an. Die zum Schattenzeiger weisenden, grauen Linien stellen die bürgerlichen Stunden. Sie beginnt links sieben Uhr vormittags und endet rechts vier Uhr nachmittags. Die arabischen sowie römischen Ziffern und die dazugehörigen von links oben nach rechts unten verlaufenden Linien verdeutlichen die italienischen Stunden. Die roten Linien zeigen die babylonischen Stunden.
Die benachbarte Sonnenuhr trägt die Überschrift Arachne und ermöglicht das Ablesen der Planetenstunden. Die roten und weißen Flächen der Uhr zeigen die Himmelsabschnitte mit einem bestimmten Sternkreiszeichen. Die Gruppe der parabelförmig verlaufenden Linien stellen den jahreszeitabhängigen Anstieg der Sonne an.
Unterhalb der rechten Uhr, links neben der mittleren Fenstergruppe werden der Erbauer, die das Gebäude erneuernden Besitzer sowie Maler und Rekonstrukteure mit Jahreszahl genannt. Es ist folgendes zu lesen: „SCULTETUS INVENIT: 1550 – RENOVARUNT: HOFFMANN • 1558 – SCHNEIDER • 1719 – STRUVE • 1830 • 1843 • 1853 • 1867 – SCHWENDLER • 1876 – WEESE • 1889 – GERMERSHAUSEN • 1926 – BRAINICH • 1936 – RAT d. STADT • 1973 – RITTMANNSPERGER • 2000 – RECONSTRUXERUNT: DR. ZIMMERMANN • 1936 – PANNIER • 2000 – PINXERUNT: MUELLER • 1831 – DONATH • 1973 – TAUBERT, STENZEL • 2000“.
Rechts neben der Uhr steht folgendes geschrieben: